# Radana vas
Radana vas – wieś w Słowenii, w gminie Zreče. 1 stycznia 2018 liczyła 151 mieszkańców.